# Улица Триядибас
Улица Три́ядибас (латыш. Trijādības iela — «Троицкая») — улица в Курземском районе города Риги, в историческом районе Агенскалнс, на Кливерсале. Пролегает в юго-западном направлении от улицы Кугю до Ранькя дамбис; в средней части пересекается с улицами Хуго Целминя и Валгума. Длина улицы составляет 464 метра.
На всём протяжении улица асфальтирована. Движение двустороннее. Общественный транспорт в настоящее время не курсирует, однако раньше по улице проходил автобусный маршрут № 45.

## История
Улица Триядибас впервые упоминается в 1867 году с названием Церковная улица (нем. Kirchenstrasse, латыш. Baznīcas iela), поскольку именно здесь находилось прежнее (деревянное) здание православной Троицкой церкви. В 1885 году улица была переименована в Малую Троицкую (нем. Kleine Trinitatisstrasse, латыш. Mazā Trinitātes iela); при этом Троицкой улицей (нем. Trinitatisstrasse, латыш. Trinitātes iela) именовалась нынешняя улица Хуго Целминя. С 1923 года латышские названия этих улиц приобретают форму Trijādības и Mazā Trijādības.
Названия «Церковная» (Baznīcas) и «Mazā Trinitātes (Trijādības)» (Малая Троицкая) относились к северо-восточной части нынешней улицы — от улицы Кугю до улицы Хуго Целминя. На участке от ул. Хуго Целминя до ул. Валгума до середины XX века улица не была проложена, а на участке от ул. Валгума до Ранькя дамбис именовалась Малая Канавная (нем. Kleine Grabenstrasse, латыш. Mazā Grāvju iela). В 1950 году улицы Mazā Trijādības и Mazā Grāvju были объединены под новым названием Gorohovecas iela — в честь российского города Гороховец, в окрестностях которого в 1941-1942 годах были сформированы 201-я Латышская стрелковая дивизия и 43-я Латышская стрелковая дивизия. Наконец, в 1990 году улица Гороховецас получила нынешнее название.
В 1869 году здесь, на берегу Агенскалнского залива, была устроена судоверфь «Ланге и Скуя», с 1898 переименованная в «Ланге и сын», со временем выросшая в судостроительный завод (с 1970 — Рижский опытный судомеханический завод), который занял почти всю нечётную сторону улицы. Завод действовал до 1998 года; ныне его офисное здание занимает Латвийская морская администрация (латыш. Latvijas Jūras administrācija), а бо́льшая часть территории, по состоянию на 2022 год, пустует в ожидании будущей застройки или благоустройства.